# Alessandro Agostini
Alessandro Agostini (Vinci, 23 luglio 1979) è un allenatore di calcio ed ex calciatore italiano, di ruolo difensore.

## Carriera

### Giocatore

#### Club
Cresciuto nel settore giovanile della Fiorentina, prima di essere inserito in prima squadra nella stagione 1997-1998, cominciando la sua carriera da professionista. La stagione successiva viene ceduto in prestito alla Pistoiese in Serie C1 dove contribuisce alla promozione dei toscani in Serie B e alla successiva salvezza nella stagione 1999-2000. Nell'estate del 2000 si trasferisce ancora in prestito alla Ternana, militante in Serie B, dove totalizza nell'unica stagione 34 presenze in campionato.
Scaduto il prestito, nell'estate del 2001 ritorna alla Fiorentina, allenata da Roberto Mancini. Esordisce in Serie A il 16 settembre nell'incontro casalingo vinto per 3-1 contro l'Atalanta, sostituendo Enrico Chiesa all'85º minuto. Con i viola totalizza 17 presenze tra campionato, Coppa Italia e Coppa UEFA. Al termine della stagione, svincolatosi dalla Fiorentina viene ingaggiato dall'Empoli, neo promosso in Serie A. Nel gennaio 2003 durante la sessione invernale di calciomercato viene ceduto in prestito al Siena, dove contribuisce con 11 presenze alla promozione dei senesi in Serie A, vincendo il campionato cadetto. Al termine della stagione rientra all'Empoli.
Il 29 gennaio 2004 si trasferisce al Cagliari, con cui conquista lo stesso anno la promozione in Serie A. In 9 stagioni con i rossoblu, totalizza complessivamente 298 presenze tra campionato e Coppa Italia, 266 delle quali nella massima serie. Nell'estate del 2012 non viene convocato per il ritiro precampionato, e il 31 agosto firma un biennale con il Torino neo-promosso in Serie A. Con i granata non scende mai in campo, e l'8 gennaio 2013 viene ceduto a titolo temporaneo all'Hellas Verona in Serie B.
Con gli scaligeri conquista la promozione in Serie A e a fine stagione viene riscattato. Dopo due stagioni in Serie A con il Verona, va in scadenza di contratto e non viene confermato: decide quindi di lasciare il calcio giocato a 36 anni, il 3 settembre 2015.
In oltre 450 presenze in carriera ha collezionato due soli gol uno in Coppa Italia all'inizio della sua carriera e uno nella nazionale Italiana under 17.

#### Nazionale
Ha vestito le maglie della nazionale under-17 (5 presenze e una rete) e under-18 (8 convocazioni, 6 presenze).

### Allenatore
Nel 2016, dopo aver conseguito il titolo di patentino di Allenatore UEFA B, diventa collaboratore tecnico del settore giovanile del Cagliari, come specialista della fase difensiva.
Nell'ottobre 2017 Massimo Rastelli viene esonerato e alla guida della prima squadra arriva Diego Luis López, che sceglie Agostini come collaboratore tecnico fino alla fine della stagione quando è sollevato dall'incarico. Pochi giorni dopo è nominato vice allenatore della squadra Primavera, incarico che mantiene anche nella stagione 2019-2020. Il 10 settembre 2020 viene promosso sulla panchina della Primavera al posto di Massimiliano Canzi (arriverà 11° in campionato) e inizia a frequentare a Coverciano il corso UEFA A per poter allenare le prime squadre fino alla Serie C ed essere allenatori in seconda in Serie A e B.
Il 2 maggio 2022 Agostini subentra all'esonerato Walter Mazzarri sulla panchina della prima squadra cagliaritana, in quel momento quartultima in Serie A. Il successivo 22 maggio, pareggiando con il Venezia già retrocesso e non approfittando della sconfitta della Salernitana quartultima, la sua squadra retrocede in Serie B, a sei anni dall’ultima apparizione in cadetteria. Colleziona quindi due pareggi e una sconfitta, e a fine stagione risolve il proprio contratto con la società sarda.
Agli inizi di gennaio 2023, Agostini diventa il nuovo allenatore della Primavera del Genoa, al posto di Alberto Gilardino, promosso alla guida della prima squadra. Quindi, lungo la stagione guida i giovani del Grifone alla promozione in Primavera 1 con due giornate d'anticipo. Perde la Supercoppa contro la Lazio. Nel campionato Primavera 1 2023-2024 si piazza nono.
Il 5 giugno 2024, Agostini viene ufficialmente ingaggiato come tecnico della prima squadra del Pontedera, in Serie C, con cui firma un contratto annuale. Viene sollevato dall'incarico il 5 ottobre seguente con la squadra quintultima con 7 punti raccolti in 8 gare.

## Statistiche

### Presenze e reti nei club
| Stagione         | Squadra          | Campionato       | Campionato | Campionato | Coppe nazionali | Coppe nazionali | Coppe nazionali | Coppe continentali | Coppe continentali | Coppe continentali | Altre coppe | Altre coppe | Altre coppe | Totale | Totale |
| Stagione         | Squadra          | Comp             | Pres       | Reti       | Comp            | Pres            | Reti            | Comp               | Pres               | Reti               | Comp        | Pres        | Reti        | Pres   | Reti   |
| ---------------- | ---------------- | ---------------- | ---------- | ---------- | --------------- | --------------- | --------------- | ------------------ | ------------------ | ------------------ | ----------- | ----------- | ----------- | ------ | ------ |
| 1998-1999        | Pistoiese        | C1               | 12         | 0          | CI-C            | -               | -               |                    | -                  | -                  |             | -           | -           | 12     | 0      |
| 1999-2000        | Pistoiese        | B                | 21+1       | 0          | CI              | 4               | 1               |                    | -                  | -                  |             | -           | -           | 26     | 1      |
| Totale Pistoiese | Totale Pistoiese | Totale Pistoiese | 34         | 0          |                 | 4               | 1               |                    | -                  | -                  |             | -           | -           | 38     | 1      |
| 2000-2001        | Ternana          | B                | 34         | 0          | CI              | 1               | 0               |                    | -                  | -                  |             | -           | -           | 35     | 0      |
| 2001-2002        | Fiorentina       | A                | 13         | 0          | CI              | 2               | 0               | CU                 | 2                  | 0                  | SI          | 0           | 0           | 17     | 0      |
| 2002-gen. 2003   | Empoli           | A                | 2          | 0          | CI              | 4               | 0               |                    | -                  | -                  |             | -           | -           | 6      | 0      |
| gen.-giu. 2003   | Siena            | B                | 11         | 0          | CI              | -               | -               |                    | -                  | -                  |             | -           | -           | 11     | 0      |
| 2003-gen. 2004   | Empoli           | A                | 9          | 0          | CI              | 1               | 0               |                    | -                  | -                  |             | -           | -           | 10     | 0      |
| Totale Empoli    | Totale Empoli    | Totale Empoli    | 11         | 0          |                 | 5               | 0               |                    | -                  | -                  |             | -           | -           | 16     | 0      |
| gen.-giu. 2004   | Cagliari         | B                | 15         | 0          | CI              | -               | -               |                    | -                  | -                  |             | -           | -           | 15     | 0      |
| 2004-2005        | Cagliari         | A                | 35         | 0          | CI              | 5               | 0               |                    | -                  | -                  |             | -           | -           | 40     | 0      |
| 2005-2006        | Cagliari         | A                | 35         | 0          | CI              | 4               | 0               |                    | -                  | -                  |             | -           | -           | 39     | 0      |
| 2006-2007        | Cagliari         | A                | 27         | 0          | CI              | 2               | 0               |                    | -                  | -                  |             | -           | -           | 29     | 0      |
| 2007-2008        | Cagliari         | A                | 28         | 0          | CI              | 1               | 0               |                    | -                  | -                  |             | -           | -           | 29     | 0      |
| 2008-2009        | Cagliari         | A                | 34         | 0          | CI              | 1               | 0               |                    | -                  | -                  |             | -           | -           | 35     | 0      |
| 2009-2010        | Cagliari         | A                | 38         | 0          | CI              | 1               | 0               |                    | -                  | -                  |             | -           | -           | 39     | 0      |
| 2010-2011        | Cagliari         | A                | 34         | 0          | CI              | 1               | 0               |                    | -                  | -                  |             | -           | -           | 35     | 0      |
| 2011-2012        | Cagliari         | A                | 35         | 0          | CI              | 2               | 0               |                    | -                  | -                  |             | -           | -           | 37     | 0      |
| Totale Cagliari  | Totale Cagliari  | Totale Cagliari  | 281        | 0          |                 | 17              | 0               |                    | -                  | -                  |             | -           | -           | 298    | 0      |
| 2012-gen. 2013   | Torino           | A                | 0          | 0          | CI              | 0               | 0               |                    | -                  | -                  |             | -           | -           | 0      | 0      |
| gen.-giu. 2013   | Verona           | B                | 13         | 0          | CI              | -               | -               |                    | -                  | -                  |             | -           | -           | 13     | 0      |
| 2013-2014        | Verona           | A                | 25         | 0          | CI              | 1               | 0               |                    | -                  | -                  |             | -           | -           | 26     | 0      |
| 2014-2015        | Verona           | A                | 22         | 0          | CI              | 2               | 0               | -                  | -                  | -                  | -           | -           | -           | 24     | 0      |
| Totale Verona    | Totale Verona    | Totale Verona    | 60         | 0          |                 | 3               | 0               |                    | -                  | -                  |             | -           | -           | 63     | 0      |
| Totale carriera  | Totale carriera  | Totale carriera  | 443+1      | 0          |                 | 32              | 1               |                    | 2                  | 0                  |             | 0           | 0           | 478    | 1      |

### Statistiche da allenatore
Statistiche aggiornate al 5 ottobre 2024.
| Stagione        | Squadra         | Campionato      | Campionato | Campionato | Campionato | Campionato | Coppe nazionali | Coppe nazionali | Coppe nazionali | Coppe nazionali | Coppe nazionali | Coppe continentali | Coppe continentali | Coppe continentali | Coppe continentali | Coppe continentali | Altre coppe | Altre coppe | Altre coppe | Altre coppe | Altre coppe | Totale | Totale | Totale | Totale | % Vittorie | Piazzamento       |
| Stagione        | Squadra         | Comp            | G          | V          | N          | P          | Comp            | G               | V               | N               | P               | Comp               | G                  | V                  | N                  | P                  | Comp        | G           | V           | N           | P           | G      | V      | N      | P      | %          | Piazzamento       |
| --------------- | --------------- | --------------- | ---------- | ---------- | ---------- | ---------- | --------------- | --------------- | --------------- | --------------- | --------------- | ------------------ | ------------------ | ------------------ | ------------------ | ------------------ | ----------- | ----------- | ----------- | ----------- | ----------- | ------ | ------ | ------ | ------ | ---------- | ----------------- |
| mag.-giu. 2022  | Cagliari        | A               | 3          | 0          | 2          | 1          | CI              | -               | -               | -               | -               | -                  | -                  | -                  | -                  | -                  | -           | -           | -           | -           | -           | 3      | 0      | 2      | 1      | &0,00      | Sub., 18° (retr.) |
| lug.-ott. 2024  | Pontedera       | C               | 8          | 2          | 1          | 5          | CI-C            | 2               | 1               | 1               | 0               | -                  | -                  | -                  | -                  | -                  | -           | -           | -           | -           | -           | 10     | 3      | 2      | 5      | 30,00      | Eson.             |
| Totale carriera | Totale carriera | Totale carriera | 11         | 2          | 3          | 6          |                 | 2               | 1               | 1               | 0               |                    | -                  | -                  | -                  | -                  |             | -           | -           | -           | -           | 13     | 3      | 4      | 6      | 23,08      |                   |

## Palmarès

### Giocatore

#### Club

##### Competizioni nazionali
- Campionato italiano di Serie B: 1

Siena: 2002-2003

### Allenatore

#### Competizioni giovanili
- Campionato Primavera 2: 1

Genoa: 2022-2023 (Girone A)